# 特里娜·哈尔特维克
特里娜·哈尔特维克（挪威語：Trine Haltvik，1965年3月23日—），挪威女子手球运动员。她曾代表挪威国家队参加1988年、1996年和2000年夏季奥林匹克运动会手球比赛，获得一枚银牌和一枚铜牌。